# Higbald von Lindisfarne
Higbald von Lindisfarne (auch Hibald, Higbaldus, Hygbaldus, Sigebald, Speratus; † 25. Mai 803) war von 780 bis 803 ein angelsächsischer Bischof von Lindisfarne.

## Leben
Als Bischof Cynewulf im Jahr 780 sein Bischofsamt niederlegte, ernannte er den als tatkräftig beschriebenen Higbald mit Zustimmung aller Mönche in Sockbury zu seinem Nachfolger und zog sich in die Einsiedelei auf der Farne-Inseln zurück. Higbald wurde 781 oder wahrscheinlicher erst nach Cynewulfs Tod im Jahr 783 zum Bischof geweiht.
An der Krönungszeremonie des Königs Eardwulf von Northumbria im Jahr 796 in York waren neben Erzbischof Eanbald I. auch Higbald und die Bischöfe Æthelberht von Hexham und Beadwulf (Baldulf) von Whithorn beteiligt.
Higbald stand mit Alkuin von York in regem Briefwechsel, worin er zum Beispiel den Wikingerüberfall auf das Kloster Lindisfarne am 8. Juni 793 ausführlich beschreibt. Zahlreiche Mönche wurden misshandelt, erschlagen, ertränkt oder in die Sklaverei verschleppt. Kloster und Kathedrale wurden geplündert, doch blieb Lindisfarne als Bischofssitz bestehen.
Als Todestag gilt der 25. Mai 803. Davon abweichend ist auch der 25. Mai 802 oder der 24. Juni 803 in der Diskussion. Florentius von Worcester gab nur das Jahr mit 802 an.